# Юричі (Жминь)
Юричі (хорв. Jurići) — населений пункт у Хорватії, в Істрійській жупанії у складі громади Жминь.

## Населення
Населення за даними перепису 2011 року становило 97 осіб.
Динаміка чисельності населення поселення:

## Клімат
Середня річна температура становить 12,19 °C, середня максимальна – 26,46 °C, а середня мінімальна – -2,56 °C. Середня річна кількість опадів – 1008 мм.
| Клімат поселення                              | Клімат поселення | Клімат поселення | Клімат поселення | Клімат поселення | Клімат поселення | Клімат поселення | Клімат поселення | Клімат поселення | Клімат поселення | Клімат поселення | Клімат поселення | Клімат поселення | Клімат поселення |
| Показник                                      | Січ.             | Лют.             | Бер.             | Квіт.            | Трав.            | Черв.            | Лип.             | Серп.            | Вер.             | Жовт.            | Лист.            | Груд.            |                  |
| Середній максимум, °C                         | 9,26             | 10,03            | 12,65            | 16,63            | 21,62            | 25,93            | 26,46            | 25,90            | 20,98            | 16,33            | 11,36            | 8,53             |                  |
| Середня температура, °C                       | 3,36             | 4,11             | 6,74             | 10,71            | 15,70            | 20,03            | 22,48            | 21,91            | 16,99            | 12,35            | 7,38             | 4,54             |                  |
| Середній мінімум, °C                          | −2,56            | −1,8             | 0,84             | 4,81             | 9,78             | 14,12            | 18,48            | 17,92            | 13,02            | 8,36             | 3,36             | 0,56             |                  |
| Норма опадів, мм                              | 74               | 62               | 73               | 82               | 73               | 85               | 62               | 87               | 89               | 109              | 120              | 92               |                  |
| Середньомісячна швидкість вітру, м/с          | 2.14             | 2.42             | 2.59             | 2.57             | 2.32             | 2.22             | 2.16             | 2.12             | 2.13             | 2.30             | 2.40             | 2.33             |                  |
| Середньомісячна сонячна радіація, кДж/м²·день | 4544             | 7462             | 10728            | 15127            | 19275            | 20913            | 21840            | 18834            | 14097            | 9121             | 4975             | 3839             |                  |
| --------------------------------------------- | ---------------- | ---------------- | ---------------- | ---------------- | ---------------- | ---------------- | ---------------- | ---------------- | ---------------- | ---------------- | ---------------- | ---------------- | ---------------- |
| Джерело:                                      |                  |                  |                  |                  |                  |                  |                  |                  |                  |                  |                  |                  |                  |